# Campylopus subperichaetialis
Campylopus subperichaetialis är en bladmossart som beskrevs av Maurice Bizot, Kilbertus och Tamás Pócs. Campylopus subperichaetialis ingår i släktet nervmossor, och familjen Dicranaceae. Inga underarter finns listade i Catalogue of Life.